# Tylův dům (Kutná Hora)
Tylův dům (dříve Dům u zlatého hřebene) se nachází ve městě Kutná Hora v Tylově, dříve Čáslavské ulici. Je chráněn jako kulturní památka České republiky.

## Historie
Jedná se o rodný dům Josefa Kajetána Tyla. Vznikl na gotických základech po požáru města v roce 1823. Od roku 1862 je v průčelí domu umístěn reliéf J. K. Tyla s popisem, že se zde 4. února 1808 narodil J. K. Tyl, autor textu české státní hymny Kde domov můj.
V Tylově domě jsou umístěny dvě stálé expozice – Josef Kajetán Tyl a expozice Českého muzea stříbra Kutnohorské podzemí a jeho průzkum.
V sezóně 2024 je Tylův dům z technických důvodů uzavřen.